# Гахатес
Гахатес (ісп. Gajates) — муніципалітет в Іспанії, у складі автономної спільноти Кастилія-і-Леон, у провінції Саламанка. Населення — 173 особи (2010).
Муніципалітет розташований на відстані близько 150 км на захід від Мадрида, 32 км на південний схід від Саламанки.
На території муніципалітету розташовані такі населені пункти: (дані про населення за 2010 рік)
- Гахатес: 118 осіб
- Гальєгільйос: 50 осіб
- Валерос: 5 осіб

## Демографія
Динаміка населення (INE ):

## Зовнішні посилання
- Провінційна рада Саламанки: індекс муніципалітетів [Архівовано 23 квітня 2009 у Wayback Machine.]
- Посилання на Google Maps